# Derżaniwka (obwód żytomierski)
Derżaniwka (ukr. Держанівка, pol. hist. Dzierżanówka) – wieś na Ukrainie, w obwodzie żytomierskim, w rejonie olewskim.